# جيمس هاغان
جيمس هاغان (بالإنجليزية: James Hagan)‏ هو ضابط أمريكي، ولد في 17 يونيو 1822 في مقاطعة تيرون في المملكة المتحدة، وتوفي في 6 نوفمبر 1901 في موبيل في الولايات المتحدة.